# 2 1/2 män
2 1/2 män (originaltitel: Two and a Half Men) är en Emmy-nominerad amerikansk situationskomediserie som hade premiär 22 september 2003 på CBS. Serien visades i Sverige på TV3 och TV6; därefter visades repriser på Kanal 5 och Kanal 9.
12 säsonger av serien producerades, totalt 262 avsnitt. De flesta säsongerna bestod av 24 avsnitt, utom säsong 5 (19 avsnitt), som påverkades av strejken hos Hollywoods manusförfattare, säsong 7 (22 avsnitt), som påverkades av Charlie Sheens juridiska problem i samband med misshandelsanklagelserna mot hans hustru, och säsong 8 (16 avsnitt) som förkortades på grund av Charlie Sheens tillstånd och uttalanden om producenten Chuck Lorre, något som resulterade i att Charlie Sheen avskedades från serien.
Charlie Sheen ersattes från och med säsong 9 av Ashton Kutcher. Kutcher tog dock inte över Sheens rollfigur, utan spelade en ny rollfigur i serien, Walden Schmidt.

## Handling
Serien utspelar sig i Malibu, Kalifornien, och i centrum står familjen Harper. Charlie (Charlie Sheen) var en förmögen ungkarl vars liv var bekymmersfritt – han hade mycket pengar, ett hus vid stranden och olika tjejer varje dag. 
Charlie jobbade under säsong 1–4 av serien som jingelkompositör för olika reklamfilmer, men sadlade under början av säsong fem om till att spela in och framföra barnsånger. Intrigen börjar med att Charlies spände och nervöst lagde bror Alan (Jon Cryer) skiljer sig från sin fru Judith (som han tror är lesbisk), förlorar sitt hus och tvingas flytta in hos sin bror. Detta implicerar, bland annat, att Alans son Jake (Angus T. Jones) måste vara där på helgerna, vilket Charlie uppenbarligen inte helt uppskattar. 
Charlie gifte sig till slut med sin goda vän Rose i Paris, men den gamla hunden ville inte sitta och han hittades i duschen med en annan kvinna. Några dagar senare dog Charlie när han "av misstag" föll framför ett tunnelbanetåg (det är tämligen säkert att Rose knuffade honom som hämnd för otroheten...). Alan fick då ärva huset men han själv har inte råd att bo kvar och måste sälja huset. Han träffar dock på Internet-miljardären Walden Schmidt (Ashton Kutcher) som vill köpa huset och, efter att Alan räddat honom ur en pinsam situation, låta honom bo kvar.
Sedan Jake slutat skolan tog han värvning i armén. Han försvann senare ur serien, då han förflyttades till Japan. In flyttade i stället Charlies sedan tidigare okända dotter, homosexuella Jenny (Amber Tamblyn).
I den tolfte och sista säsongen vill Walden adoptera ett barn. Men han får inte göra det ensam, så han friar till Alan och de gifter sig. De får sedan ta hand om ett fosterbarn, Louis, som stortrivs på en gång.

## Rollfigurer

### Huvudpersoner
- Charlie Sheen som Charles Francis ”Charlie” Harper (säsong 1-8)
- Ashton Kutcher som Walden Schmidt (säsong 9-12)
- Jon Cryer som Alan Jerome Harper
- Angus T. Jones som Jacob David ”Jake” Harper, Alans son (säsong 1-10)
- Conchata Ferrell som den sarkastiska hushållerskan Berta med skinn på näsan
- Marin Hinkle som Judith Harper-Melnick, Alans exfru
- Holland Taylor som Evelyn Harper, Charlie och Alans egoistiska mamma och Jakes farmor

Endast Cryer har varit med i samtliga avsnitt.

### Återkommande rollfigurer
- Melanie Lynskey som den psykiskt labila förföljande grannen Rose
- Ryan Stiles som Dr. Herb Melnick, Judiths nye man
- Jane Lynch som Dr. Freeman, Charlies sarkastiska psykolog, senare (från säsong 9) Waldens psykolog.
- Courtney Thorne-Smith som Lyndsey MacElroy, Alans flickvän (av och till, i alla fall...)
- Graham Patrick Martin som Eldridge MacElroy, Lyndseys son och Jakes bäste vän
- Sophie Winkleman som Zoey, Waldens flickvän

### Tidigare rollfigurer
- April Bowlby som Kandi, Alans unga ex-fru (återkommande under säsong 3, samt huvudperson under säsong 4)
- Kelly Stables som Melissa, en av Alans gamla tjejer, och hans gamla receptionist (säsong 6, 7 & 8)
- Jennifer Taylor som Chelsea Melini, Charlie före detta fästmö

### Gästskådespelare
Gästskådespelare var bland andra Emmanuelle Vaugier (som Mia), Jane Lynch som terapeuten, Jeri Ryan som Sherry, Martin Sheen som Roses pappa, Emilio Estevez som Andy, Chris O'Donnell som Bill/Jill, Denise Richards som Lisa, Richard Lewis som Stan, Teri Hatcher som Liz, Judy Greer som Myra, Heather Locklear som Laura Lane, Brooke Shields som Danielle, Patton Oswalt som Billy Stanhope och Miley Cyrus som Missi. Dessutom har Sean Penn, Elvis Costello, Harry Dean Stanton, James Earl Jones, Steven Tyler, Eddie Van Halen, Michael Bolton och Gary Busey alla varit med i serien som sig själva.

## DVD-utgåvor
| DVD-titel                    | Antal avsnitt | Region 1          | Region 2          | Region 4         |
| ---------------------------- | ------------- | ----------------- | ----------------- | ---------------- |
| The Complete First Season    | 24            | 11 september 2007 | 12 september 2005 | 15 februari 2006 |
| The Complete Second Season   | 24            | 8 januari 2008    | 28 augusti 2006   | 6 september 2006 |
| The Complete Third Season    | 24            | 13 maj 2008       | 19 maj 2008       | 23 juli 2008     |
| The Complete Fourth Season   | 24            | 23 september 2008 | 6 oktober 2008    | 8 oktober 2008   |
| The Complete Fifth Season    | 19            | 12 maj 2009       | 13 april 2009     | 1 juli 2009      |
| The Complete Sixth Season    | 24            | 8 september 2009  | 19 oktober 2009   | 3 mars 2010      |
| The Complete Seventh Season  | 22            | 21 september 2010 | 11 oktober 2010   | 13 oktober 2010  |
| The Complete Eighth Season   | 18            | 6 september 2011  | 8 augusti 2011    | 24 augusti 2011  |
| The Complete Ninth Season    | 24            | 28 augusti 2012   | 8 oktober 2012    | 31 oktober 2012  |
| The Complete Tenth Season    | 23            | 24 september 2013 | 30 september 2013 | 23 oktober 2013  |
| The Complete Eleventh Season | 22            | 14 oktober 2014   | 20 oktober 2014   | 3 december 2014  |
| The Complete Twelfth Season  | 16            | 16 juni 2015      | 7 september 2015  |                  |
| The Complete series          | 262           |                   | 26 oktober 2015   |                  |

DVD-skivor med region 4 innehåller inget extramaterial.
Säsong 1, 2, 3, 4 och 5 är tillgänglig i Europa, Australien och Asien. Den 11 september 2007 släppte Warner Home Video säsong 1 i Nordamerika och den 8 januari 2008 släppte Warner Bros. säsong 2 i Nordamerika. Säsong 3 släpptes den 7 december 2007 i Tyskland och 19 maj 2008 släpptes den i Storbritannien.
Säsong 1: Bonusmaterial
- Two Adults, One Kid, No Grown-Ups – Bakom scenen med rollinnehavarna och andra medverkande.
- Guidad tur bakom scenen med Angus T. Jones/Jake Harper.
- Felsägningar/Ej visade tagningar.

Säsong 2: Bonusmateriella material
- 2½ Days in the Life of 2½ - Tittarna får följa med skådespelarna Charlie Sheen, Jon Cryer, och Angus T. Jones en vanlig vardag.
- The Serious Business of Writing Comedy - En otrolig syn på vad som krävs för att producera en komediserie.
- Felsägningar.

Säsong 3: Bonusmaterial
- Felsägningar.

Säsong 4: Bonusmaterial
- Scenåtkomst.
- Två helt nya Bakom scenen-visningar.
- Borttagna scener.
- Felsägningar.